# Lubomír Peduzzi
Lubomír Peduzzi (20. března 1918 Štýrský Hradec – 4. října 2008 Brno) byl český muzikolog, skladatel, pedagog a básník.

## Život
Studoval gymnázium v Uherském Brodě, později v Brně a maturoval roku 1937. Ve studiu pokračoval na Filozofické fakultě Masarykovy univerzity, obor filozofie, historie, hudební věda (1937–1939, 1945–1946). Studoval hru na klavír (Anna Holubová, Ludvík Kundera), hudební teorii (Vladimír Helfert) a skladbu (Pavel Haas). Dále studoval na brněnské konzervatoři skladbu a dirigování (Jaroslav Kvapil, Antonín Balatka, Quido Arnoldi). Pokračoval ve studiu hudební vědy u Jana Racka a Bohumíra Štědroně. Učil na gymnáziu ve Velkém Meziříčí (1946–1952), od r. 1952 učil v Brně. V létech 1956–1958 vystudoval hudební výchovu, v r. 1963 obdržel doktorát z hudební vědy na univerzitě v Olomouci (disertační práce: Pavel Haas a jeho tvorba za okupace). Vedl řadu popularizačních i odborných přednášek, hudebních besed apod. Zabýval se hudební pedagogikou a hudebně výchovnými problémy. Jeho hlavním odborným zájmem bylo studium brněnského hudebního života (mimo jiné napsal monografii o skladateli Zdeňku Blažkovi), především skladatele Pavla Haase. Podílel se na vydávání Haasových skladeb tiskem, zasloužil se o provádění jeho kompozic. Vytvořil Haasovo slovníkové heslo pro Grove’s Dictionary of Music and Musicians. Věnoval se i hudbě dalších terezínských vězňů, výsledky jeho studií vyšly ve sborníku O hudbě v terezínském ghettu. Také skládal, byl členem Svazu československých skladatelů. Vydal tři sbírky básní.

## Dílo (výběr)

### Knihy / studie
- Pavel Haas a jeho tvorba za okupace (Brno, [s.n.], 1963)
- Hovory s Tebou: hrst veršů mé ženě: [básně věnované památce Marty Peduzziové], (Brno, 1982)
- Zdeněk Blažek: obraz ze života a díla (Brno, Český hudební fond, 1988)
- Pavel Haas: Život a dílo skladatele (Brno, Muzejní a vlastivědná společnost, 1993)
- Václav Petruzzi, stavitel Kouniců (Brno, Muzejní a vlastivědná společnost, 1993)
- Haasův Šarlatán: studie o opeře: původní nezkrácená verze (Brno, 1994)
- Pavel Haas. Leben und Werk des Komponisten (Hamburg, von Bockel Verlag, 1996).
- Kronika pěti generací: z historie české větve roku Peduzzi (Brno 1997).
- O hudbě v terezínském ghettu: soubor kritických statí (Brno, Barrister & Principal, 1999)
- Osud jménem Marta: básně podzimu (Brno, L. Peduzzi, 2001)
- Dar milosti: básně (Brno, L. Peduzzi, 2002)
- Musik im Ghetto Theresienstadt: kritische Studien (Brno, Barrister & Principal, 2005).

### Hudební skladby
- Smyčcový kvartet 1 (cis moll), opus 3 (1920) (1994)
- Dechový kvintet, op. 10 (1929) (1992)
- Claudiovy písně pro nižší hlas a klavír (1940?)
- Sonatina pro klavír (1941)
- Duch země zpívá, dvě písně pro střední hlas s průvodem orchestru, zpěv a klavír (1942)
- Sonáta pro housle a klavír (1943)
- Jabloně, mužský sbor (1945?)
- Sonata pro housle a klavír (1954)
- Malé variace na téma Bohuslava Martinů pro zobcovou flétnu a dvoje housle (1956)
- Listy ze zápisníku, pět klavírních miniatur (1969)
- Tři studie pro violu solo (1974)
- Dětské písničky zpěv a klavír (1977)
- Studánky domova, komorní kantáta pro soprán, bas (baryton), ženský (dětský) sbor, zobcoovu flétnu, lesní roh a smyčcové kvarteto (1979)
- Glosy pro dechové kvinteto (1980)
- Vánoce, vánoce, ženský sbor na lidový text (Brno, asi 1980)
- Japonské miniatury, písně na slova japonské poezie pro střední hlas a klavír (1980)
- Smuténka, cyklus 4 ženských sborů (1980)
- Žalm 118 pro tenor (baryton), smíšený sbor a klavír (varhany), Děkujte Pánu (1980)
- Kruté září, ženský sbor na vlastní slova (1981)
- Tři písně pro vyšší hlas a klavír (1981)
- Media vita, smíšený sbor s průvodem varhan na slova středověké sekvence (1982)
- Zpíváme o míru, sborník písní (1982)
- Za milým - písně v lidovém tónu na slova moravské a slovenské lidové poezie pro mezzosoprán a klavír (1983)
- Sonatina pro housle a klavír (1983)
- Smíření, mužský sbor na slova Olgy Scheinpflugové (1984)
- Tři studie pro violu (1985).
- Hovory s tebou. Písňový cyklus na vlastní slova pro baryton a klavír (1982). OKS Blansko 1988.
- Dětské písničky pro zpěv a klavír (1977)
- Studie pro smyčcový orchestr ghetto Terezín 1943 - Brno 1991 (Berlin, Bote & Bock, 1991)
- Pocta Pavlu Haasovi pro smyčcový orchestr. Introdukce a fuga na Haasovo téma z nedokončené Symfonie pro smyčcový orchestr (1994)